# Trifolium glomeratum
Trifolium glomeratum — вид рослин родини Бобові (Fabaceae). Етимологія: лат. glomeratum — «кластерний».

## Морфологія
Однорічна трав'яниста рослина. Стебла голі або майже голі, можуть бути висотою від 10 до 40 см. Коренева система характеризується наявністю товстого стрижневого кореня. Листки чергові, трійчасті, безволосі. Листові фрагменти 5-15 мм завдовжки і шириною, яйцеподібні й має гострі зубчасті краї. Епітет стосується розташування квітів у суцвітті. Ці суцвіття між 7 і 15 мм в діаметрі, у формі кластерів, що сидять в пазухах листків. Пелюстки рожеві. Плоди сидячі,  з 1-2 насінням. Насіння 0.8-1.2 мм, жовте, зелене або майже чорне.

## Поширення, біологія
Поширення: Північна Африка: Алжир; Марокко; Туніс; Кабо-Верде [Санта-Антау]. Західна Азія: Кіпр; Іран; Ізраїль; Туреччина. Кавказ: Азербайджан; Грузія; Росія - Дагестан, Краснодар. Європа: Ірландія; Велика Британія - Англія [сх.]; Німеччина; Албанія; Болгарія; Колишня Югославія; Греція [вкл. Крит]; Італія [вкл. Сардинія, Сицилія]; Франція [пд. і Корсика]; Португалія [вкл. Мадейра]; Іспанія [вкл. Балеарські острови, Канарські острови]. Широко натуралізований.
Населяє бідні луки на дрібній піщаній підкладці, переважно кременисті; 0-1600 м. Квітне з березня по червень.

## Галерея

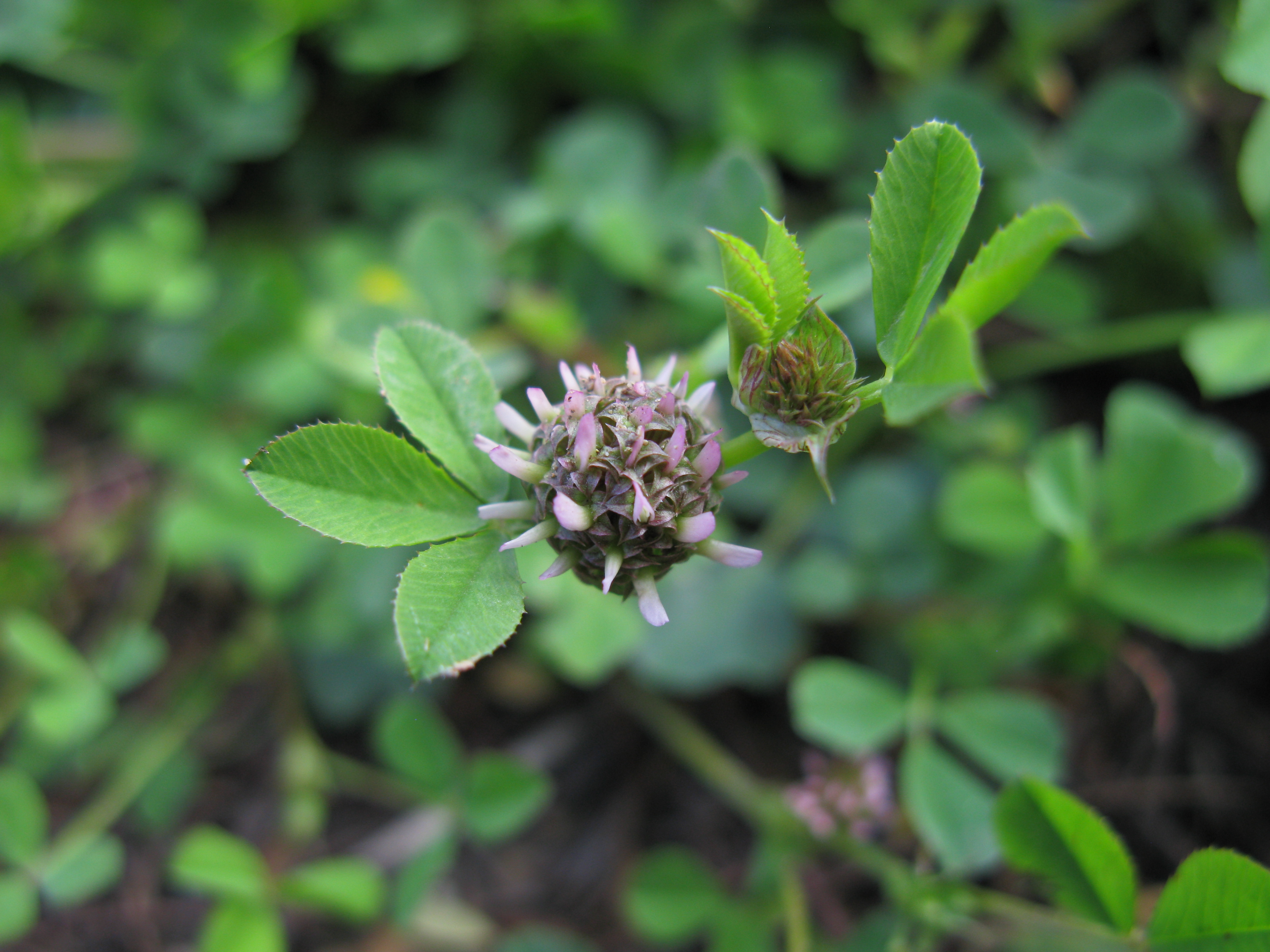
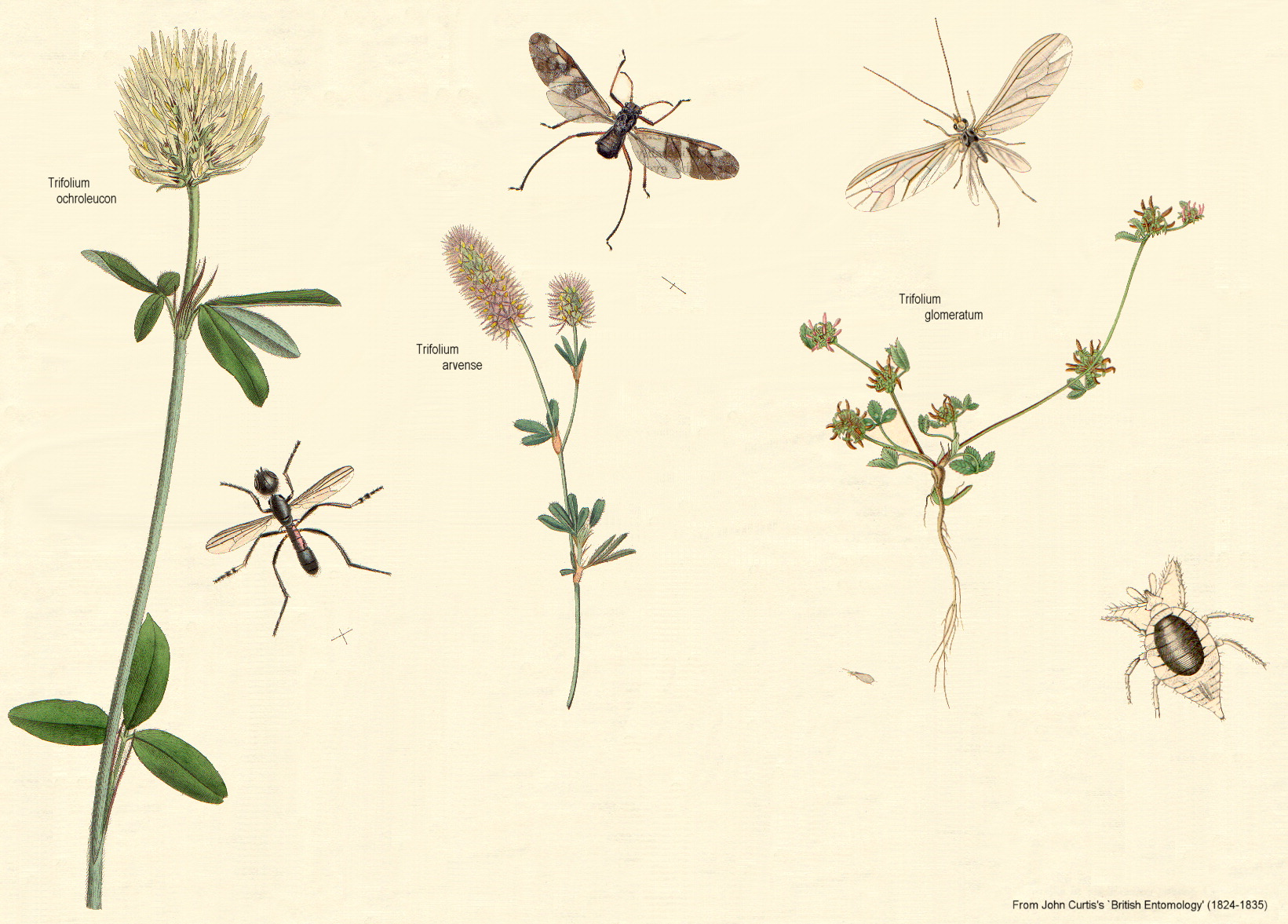
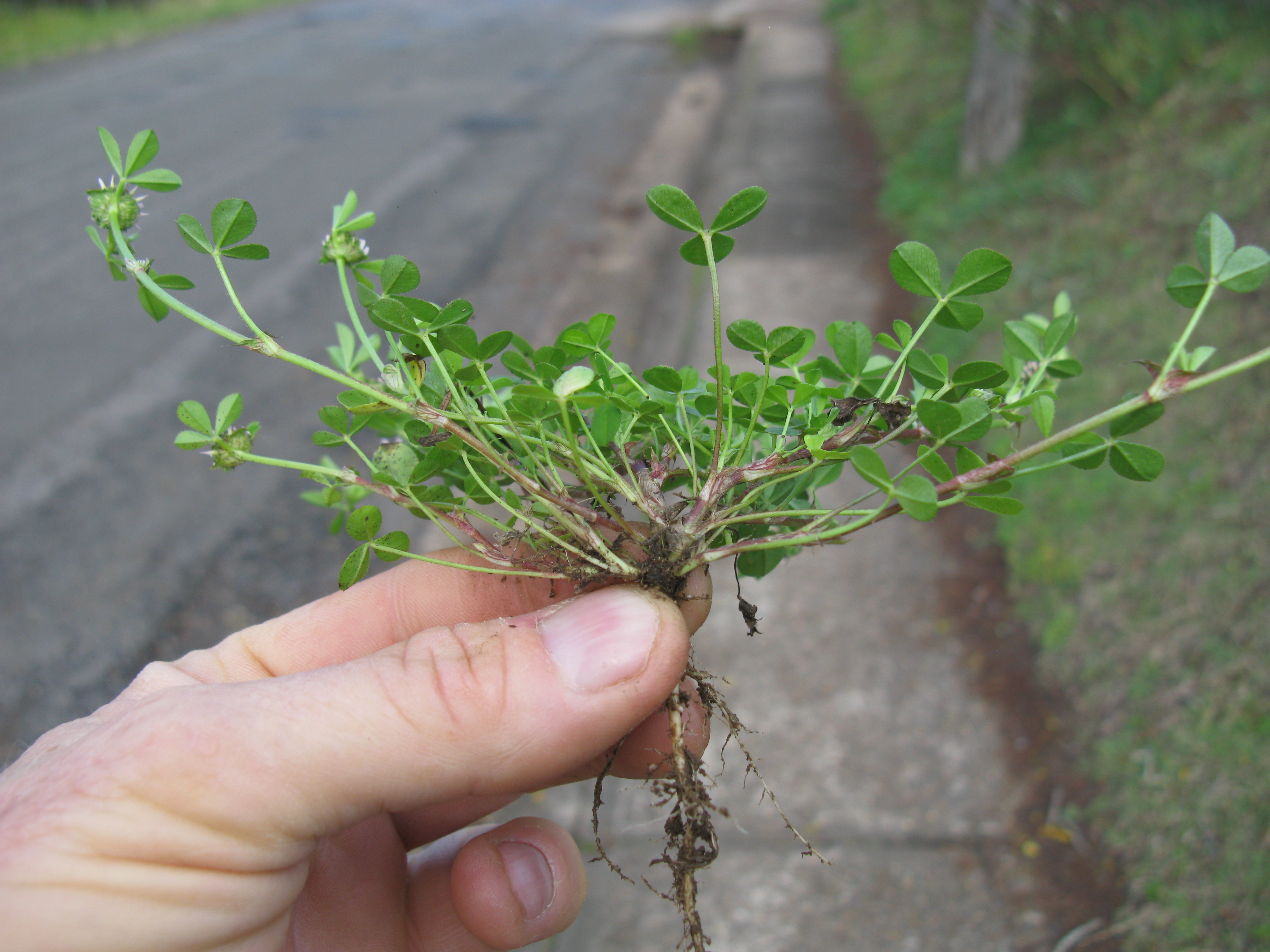
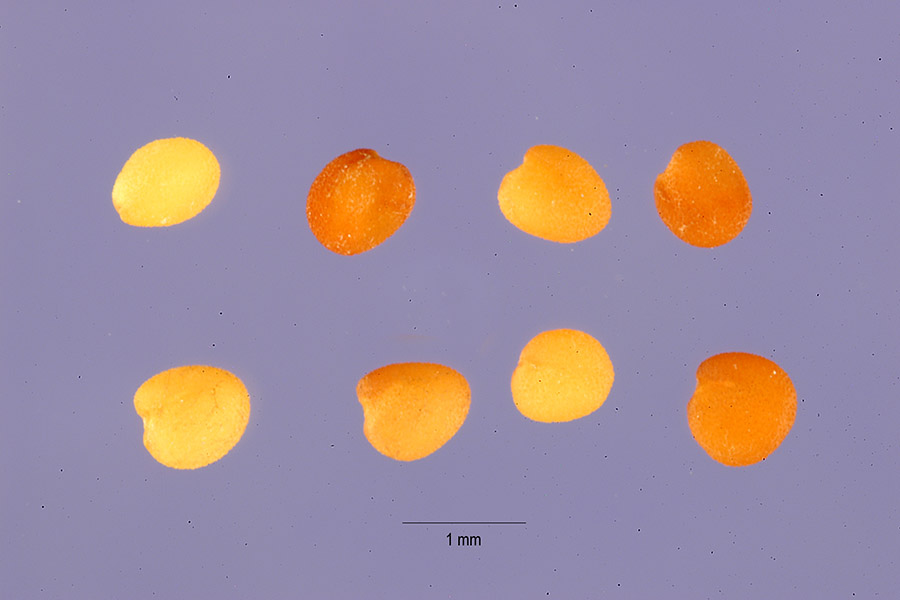